# 키스 놉스
키스 놉스(Keith Nobbs, 1979년 4월 9일 ~ )는 미국의 배우이다.
시카고에서 태어났다.

## 출연 작품
- 더 배드 가이즈 (2014년)
- 위크니스 (2010년)
- 인 플레인 사이트 (2008년)
- 블랙 도넬리 (2007년) - 조이 아이스 크림 역
- 프리미엄 (2006년)
- 더글라스 패밀리 (2003년)
- 25시 (2002년)
- 폰 부스 (2002년) - 아담 역
- 더블 웨미 (2001년)

### 텔레비전
- 퍼슨 오브 인터레스트 (2011년)
- 퍼블릭 모럴스 (2015년)
- 퍼시픽 (2010년)
- 법과 질서 (1990년)